# Wirobrajan (onderdistrict)
Wirobrajan is een onderdistrict (kecamatan) in Jogjakarta, de hoofdstad van het gelijknamige bijzonder district, op het Indonesische eiland Java.
Pakuncen, Patangpuluhan en Wirobrajan zijn kelurahan in Wirobrajan.
Danurejan · Gedongtengen · Gondokusuman · Gondomanan · Jetis · Kotagede · Kraton · Mantrijeron · Mergangsan · Ngampilan · Pakualaman · Tegalrejo · Umbulharjo · Wirobrajan